# الطريق الجهوية رقم 55 (تونس)
الطريق الجهوية رقم 55 أو ط ج 55 طريق ثانوية تونسية تصل بين مدينتي ماطر وبرج العامري، هي تمرّ بالمدن التالية على التوالي:
- ماطر،
- طبربة،
- البطان،
- برج العامري.